# Pieghevole

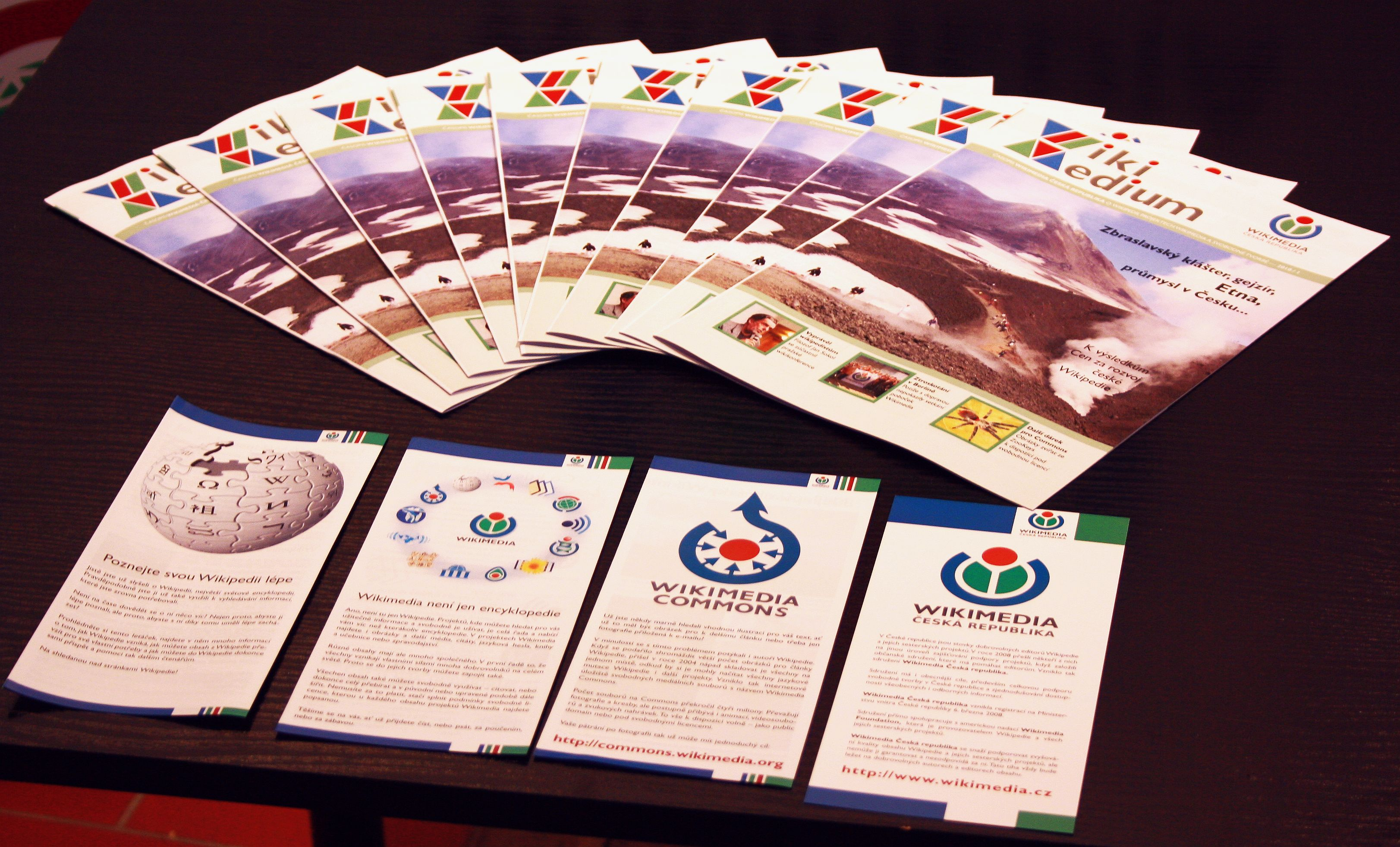
I pieghevoli e la rivista di Wikimedia Repubblica Ceca

Il pieghevole o dépliant (/depliˈɑ̃/) è un piccolo foglio stampato e piegato (a differenza del volantino che non ha piegatura), che si distribuisce a scopo pubblicitario o di propaganda.
Spesso il pieghevole è confuso con la brochure, francesismo che in italiano significa opuscolo. In comune hanno il fatto che entrambi sono pubblicazioni, a scopo informativo o pubblicitario, composte di alcune pagine. La differenza è che, propriamente, nella brochure, le pagine sono rilegate.